# Nidavellir
Nidavellir is in de Noorse mythologie de thuiswereld van de dwergen. De wereld wordt geassocieerd met de Svartalfer, de zwarte elfen, en hun thuiswereld Svartalfheim. Nidavellir ligt in het midden van Yggdrasil.
Alfheim · Asgaard · Helheim · Jotunheim · Midgaard · Muspelheim · Nidavellir/Svartalfheim · Niflheim · Vanaheim